# Trochomeria subglabra
Trochomeria subglabra är en gurkväxtart som beskrevs av Charles Jeffrey. Trochomeria subglabra ingår i släktet Trochomeria och familjen gurkväxter. Inga underarter finns listade i Catalogue of Life.